# Iso Rae

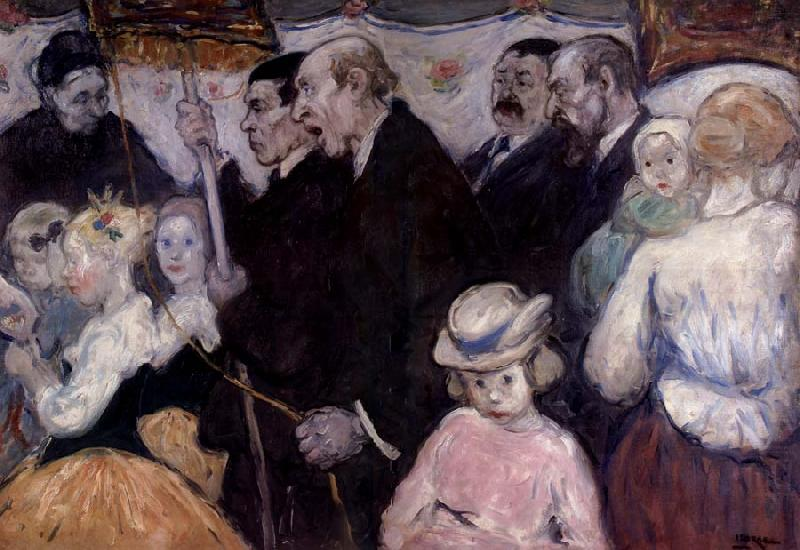
Rogation Sunday (1913)

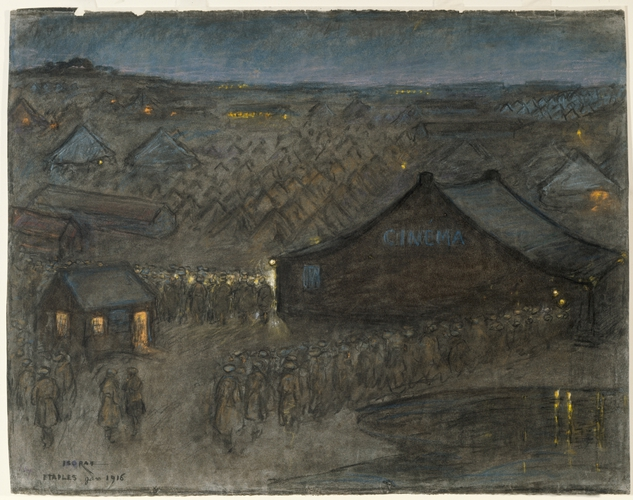
Étaples, 1916

Isobel "Iso" Rae (18 de agosto de 1860 – 16 de março de 1940) foi uma pintora impressionista australiana. Após ganhar experiência na National Gallery of Victoria Art School, em Melbourne, onde estudou ao lado de Frederick McCubbin e Jane Sutherland, Rae viajou para a frança, em 1887, com sua família. Lá, ela passou a maior parte do resto de sua vida. Sendo membra permanente da colônia artística de Étaples, Rae viveu na cidade ou próximo a ela da década de 1890 até meados dos anos 1930. Nesse período, Rae expôs suas obras na Royal Society of British Artists, na Society of Oil Painters e no Salon de Paris. Durante a Primeira Guerra Mundial, ela foi membra do Voluntary Aid Detachment e trabalhou no Acampamento de Base do Exército em Étaples. Ela e Jessie Traill foram as únicas mulheres australianas que viveram e pintaram na França durante a guerra, apesar de não term sido incluídas no grupo de artistas oficiais de guerra do seu próprio país. Após a ascensão de Adolf Hitler ao poder, Rae se mudou para o sudeste inglês, onde morreu em 1940.